# غوثون
بلدية غوثون (بالإسبانية: Gozón) هي بلدية تقع في منطقة أستورياس شمال غرب إسبانيا.

## الديموغرافيا
بلغ عدد سكان بلدية غوثون 10.833 نسمة عام 2011 (وفقاً للمعهد الوطني للإحصاء الإسباني).
| 11.410 | 11.337 | 11.006 | 10.674 | 10.723 | 10.738 | 10.833 |

## أعلام
- مينور الفاريز